# Wyspy Salomona na Letnich Igrzyskach Olimpijskich 1988
Reprezentacja Wysp Salomona na Letnich Igrzyskach Olimpijskich 1988 liczyła cztery osoby – wyłącznie mężczyzn (do zawodów zgłoszony był jeszcze bokser Basil Maelagi, który ostatecznie nie wystąpił). Był to drugi występ reprezentacji Wysp Salomona na igrzyskach olimpijskich, po starcie w 1984 roku.

## Skład kadry

### Boks
Mężczyźni
| Zawodnik      | Konkurencja     | 1/32             | 1/16               | 1/8              | Ćwierćfinał      | Półfinał         | Finał            | Finał   | Źródło |
| Zawodnik      | Konkurencja     | Przeciwnik Wynik | Przeciwnik Wynik   | Przeciwnik Wynik | Przeciwnik Wynik | Przeciwnik Wynik | Przeciwnik Wynik | Miejsce | Źródło |
| ------------- | --------------- | ---------------- | ------------------ | ---------------- | ---------------- | ---------------- | ---------------- | ------- | ------ |
| Basil Maelagi | waga półśrednia | Gies walkower    | DNS                | DNS              | DNS              | DNS              | DNS              | DNS     | [ 3 ]  |
| Tommy Bauro   | waga półciężka  | —                | Talia'uli P nokaut | NQ               | NQ               | NQ               | NQ               | 17T.    | [ 4 ]  |

### Lekkoatletyka
Mężczyźni
Konkurencje biegowe
| Zawodnik   | Konkurencja      | Eliminacje | Eliminacje | Ćwierćfinał | Ćwierćfinał | Półfinał | Półfinał | Finał | Finał   | Źródło |
| Zawodnik   | Konkurencja      | Wynik      | Miejsce    | Wynik       | Miejsce     | Wynik    | Miejsce  | Wynik | Miejsce | Źródło |
| ---------- | ---------------- | ---------- | ---------- | ----------- | ----------- | -------- | -------- | ----- | ------- | ------ |
| John Maeke | bieg na 10 000 m | 35:16,93   | 22.        | —           | —           | —        | —        | —     | 43.     | [ 5 ]  |
| John Maeke | maraton          | —          | —          | —           | —           | —        | —        | DNF   | DNF     | [ 6 ]  |

### Łucznictwo
Mężczyźni
| Zawodnik      | Konkurencja   | Runda rankingowa | Runda rankingowa | Ćwierćfinały | Ćwierćfinały | Półfinały | Półfinały | Finał | Finał   | Źródło |
| Zawodnik      | Konkurencja   | Wynik            | Miejsce          | Wynik        | Miejsce      | Wynik     | Miejsce   | Wynik | Miejsce | Źródło |
| ------------- | ------------- | ---------------- | ---------------- | ------------ | ------------ | --------- | --------- | ----- | ------- | ------ |
| Derrick Tenai | indywidualnie | 505 pkt.         | 84.              | NQ           | NQ           | NQ        | NQ        | NQ    | 84.     | [ 7 ]  |

### Podnoszenie ciężarów
Mężczyźni
| Zawodnik        | Konkurencja | Rwanie | Rwanie  | Podrzut | Podrzut | Razem  | Pozycja | Źródło             |
| Zawodnik        | Konkurencja | Wynik  | Pozycja | Wynik   | Pozycja | Razem  | Pozycja | Źródło             |
| --------------- | ----------- | ------ | ------- | ------- | ------- | ------ | ------- | ------------------ |
| Benjamin Fafale | -75 kg      | 85 kg  | 24.     | 105 kg  | 22.     | 190 kg | 22.     | [ 8 ] [ 9 ] [ 10 ] |